# Cerkiew Świętych Kosmy i Damiana w Piorunce
Cerkiew Świętych Kosmy i Damiana w Piorunce – dawna greckokatolicka cerkiew filialna zbudowana w 1798, znajdująca się w Piorunce.

## Historia
Pierwsza cerkiew w Piorunce najprawdopodobniej powstała w pierwszej połowie XVII wieku, po lokacji wsi w 1634. Była to cerkiew pomocnicza parafii w Brunarach. Obecny budynek został wzniesiony w 1798, zaś przebudowywany był w 1909, kiedy zmieniono m.in. kształt okien. W 1930 wykonano natomiast polichromię wnętrza. Po Akcji „Wisła” pozbawioną wiernych cerkiew przejął Kościół łaciński, zmieniając wezwanie świątyni na Matki Boskiej Różańcowej.

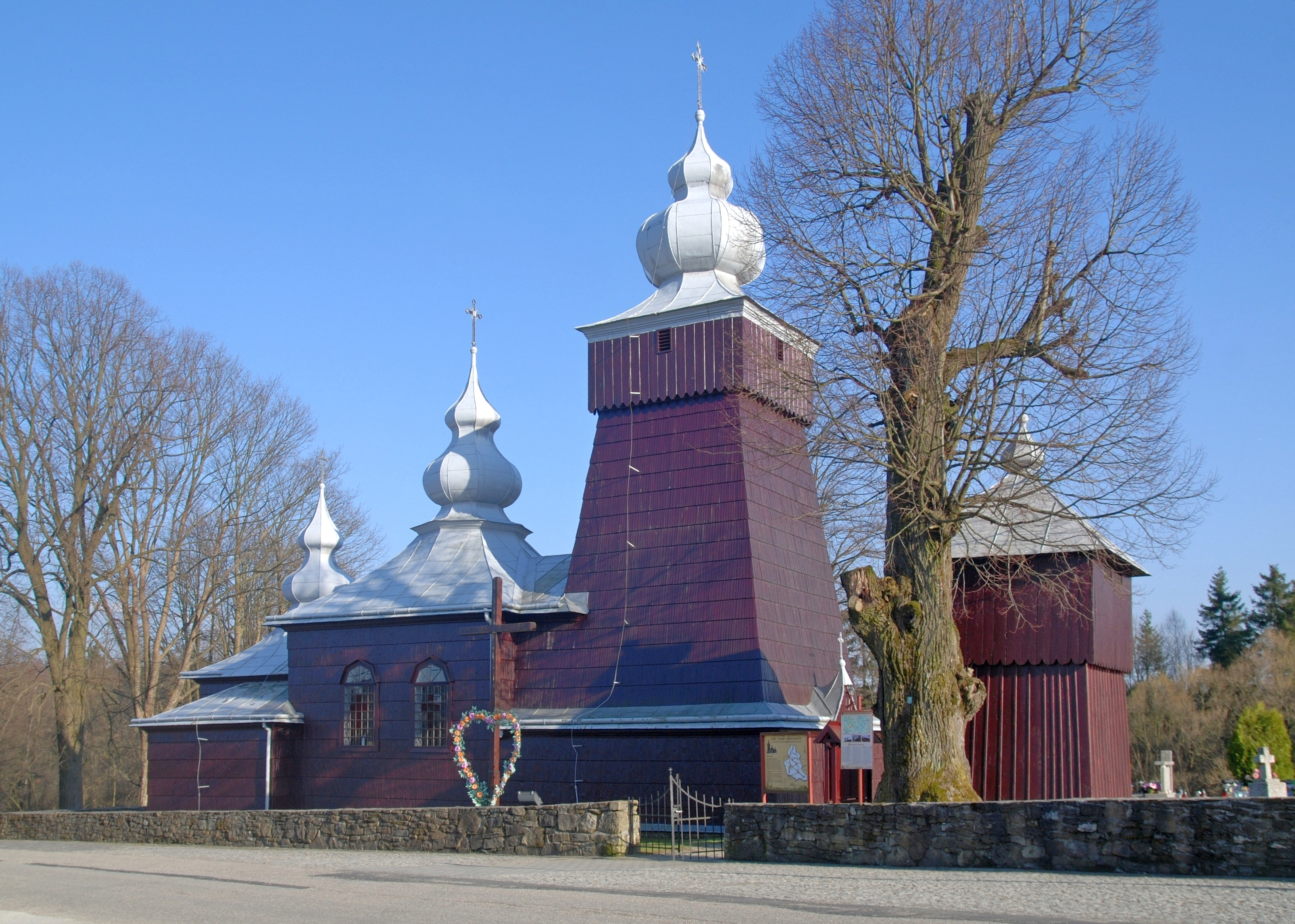
Elewacja północna
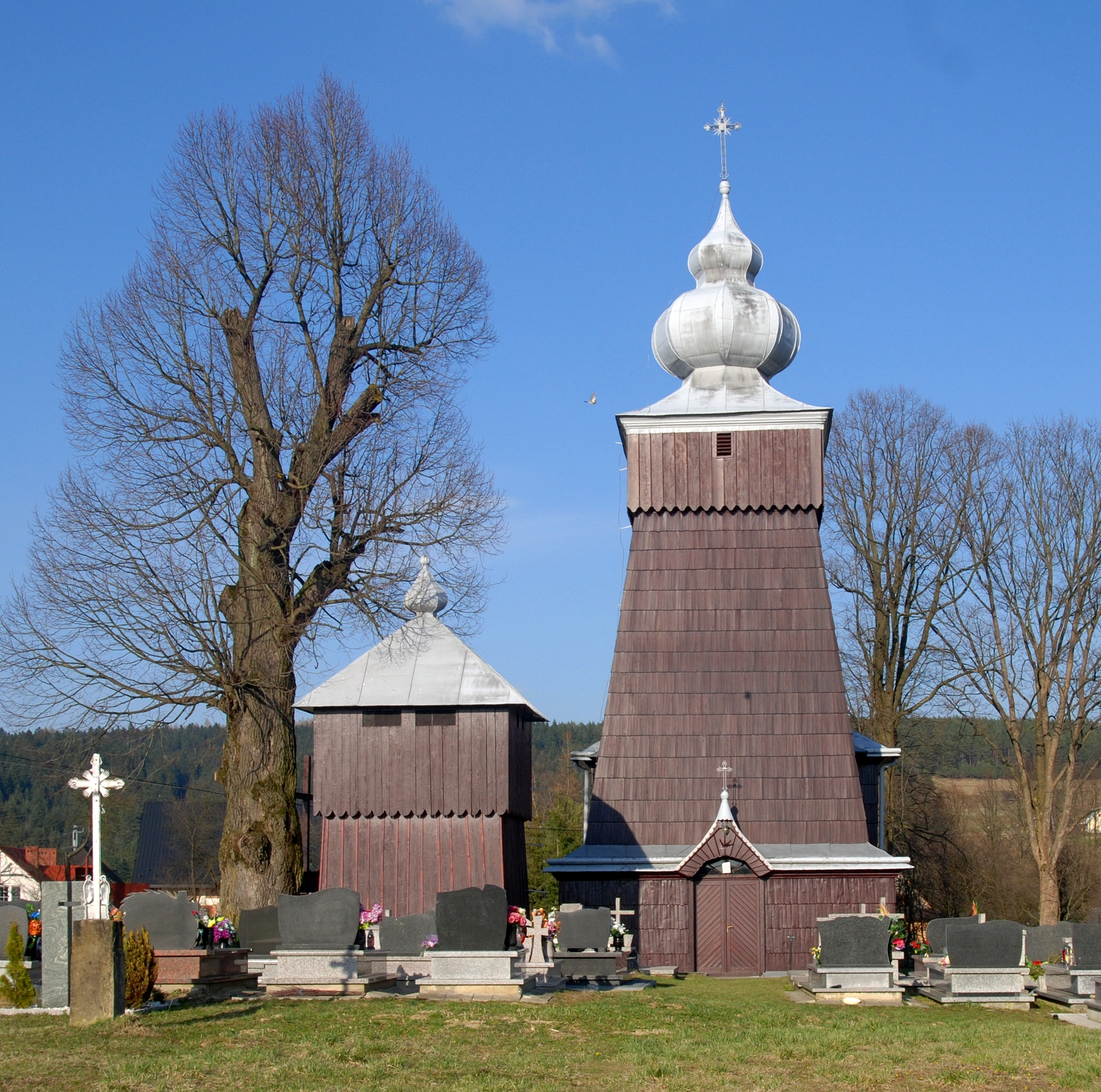
Elewacja frontowa
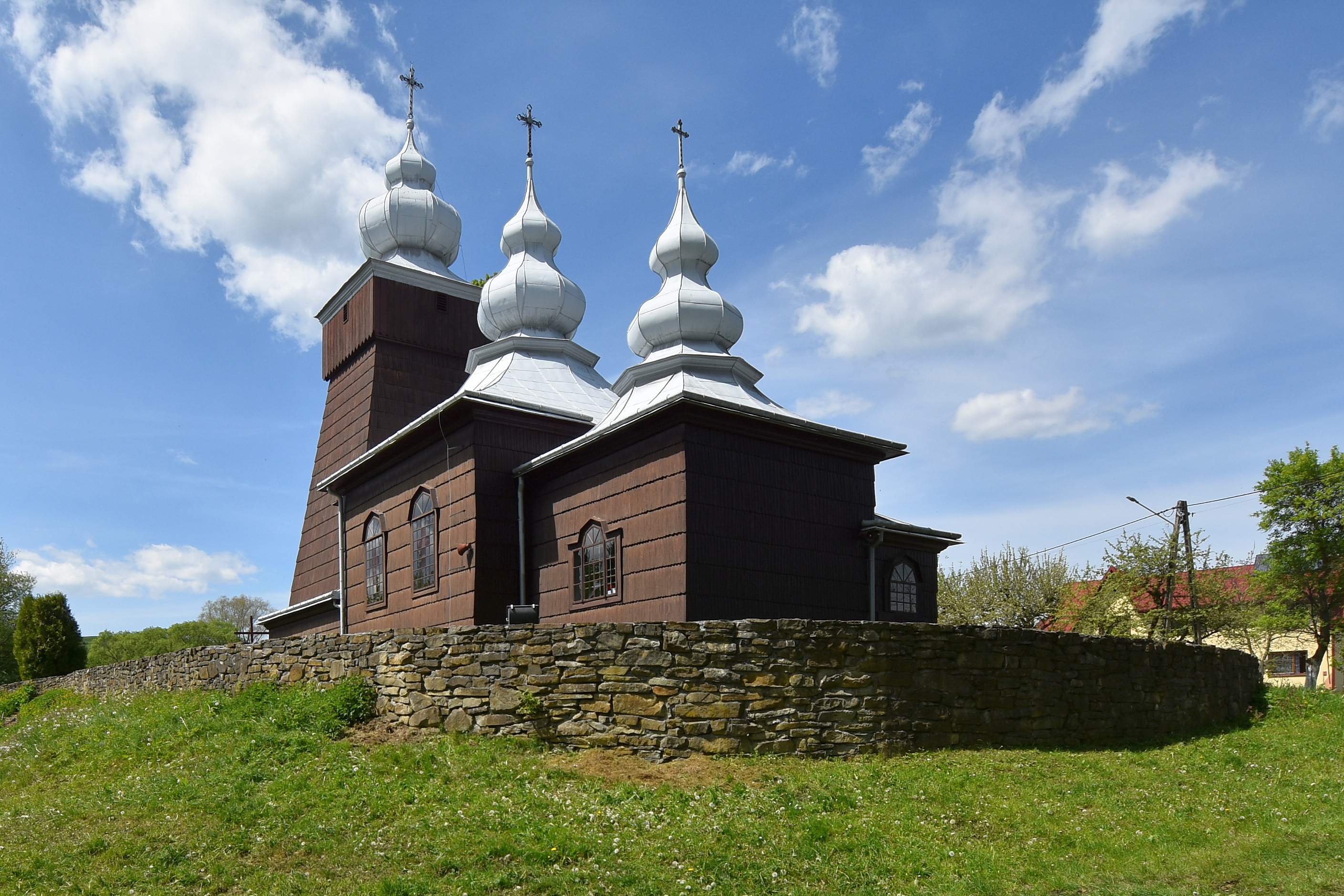
Widok od strony prezbiterium

## Architektura
Cerkiew w Piorunce jest cerkwią łemkowską, trójdzielną, o konstrukcji zrębowej, całkowicie obitą gontem. Dach obiektu pokrywa blacha. Przedsionek, nawa i prezbiterium są różnej szerokości, dwie skrajne części kryte są dachami namiotowymi. Wieże kryte są kopułami. 
We wnętrzu znajduje się ikonostas pochodzący z wcześniejszej świątyni, powstały na przełomie XVII i XVIII w. Ikony pochodzą z różnych okresów; trzy ikony w rzędzie świąt zostały dostawione do ikonostasu, gdyż znajdujące się wcześniej w tych miejscach wizerunki zostały skradzione. Na cokole ikony św. św. Kosmy i Damiana znajduje się malowidło przedstawiające pasterza, które według różnych interpretacji jest wizerunkiem Chrystusa Dobrego Pasterza lub sceną rodzajową.